# Kambrium
| Ära | Paläozoikum                                 |              |              |               |
| System davor | Ediacarium                                  |              |              |               |
| Beginn | 541 mya                                     |              |              |               |
| Ende | 485,4 mya                                   |              |              |               |
| System danach | Ordovizium                                  |              |              |               |
| Mittlerer atmosphärischer O2-Anteil | ca. 12,5 Vol.-% (63 % des heutigen Niveaus) |              |              |               |
| Mittlerer atmosphärischer CO2-Anteil | ca. 4500 ppm (12-faches heutiges Niveau)    |              |              |               |
| Mittlere Bodentemperatur | ca. 27 °C (13 °C über heutigem Niveau)      |              |              |               |
| \| ❮ \| System \| Serie \| Stufe \| ≈ Alter (mya) \| \| ❮ \| später \| später \| später \| jünger \| \| - \| --------------- \| ------------ \| ------------ \| ------------- \| \| ❮ \| K a m b r i u m \| Furongium \| 10. Stufe \| 485,4 ⬍ 489,5 \| \| ❮ \| K a m b r i u m \| Furongium \| Jiangshanium \| 489,5 ⬍ 494 \| \| ❮ \| K a m b r i u m \| Furongium \| Paibium \| 494 ⬍ 497 \| \| ❮ \| K a m b r i u m \| Miaolingium \| Guzhangium \| 497 ⬍ 500,5 \| \| ❮ \| K a m b r i u m \| Miaolingium \| Drumium \| 500,5 ⬍ 504,5 \| \| ❮ \| K a m b r i u m \| Miaolingium \| Wuliuum \| 504,5 ⬍ 509 \| \| ❮ \| K a m b r i u m \| 2. Serie \| 4. Stufe \| 509 ⬍ 514 \| \| ❮ \| K a m b r i u m \| 2. Serie \| 3. Stufe \| 514 ⬍ 521 \| \| ❮ \| K a m b r i u m \| Terreneuvium \| 2. Stufe \| 521 ⬍ 529 \| \| ❮ \| K a m b r i u m \| Terreneuvium \| Fortunium \| 529 ⬍ 541 \| \| ❮ \| früher \| früher \| früher \| älter \| |                                             |              |              |               |
| ❮ | System                                      | Serie        | Stufe        | ≈ Alter (mya) |
| ❮ | später                                      | später       | später       | jünger        |
| ❮ | K a m b r i u m                             | Furongium    | 10. Stufe    | 485,4 ⬍ 489,5 |
| ❮ | K a m b r i u m                             | Furongium    | Jiangshanium | 489,5 ⬍ 494   |
| ❮ | K a m b r i u m                             | Furongium    | Paibium      | 494 ⬍ 497     |
| ❮ | K a m b r i u m                             | Miaolingium  | Guzhangium   | 497 ⬍ 500,5   |
| ❮ | K a m b r i u m                             | Miaolingium  | Drumium      | 500,5 ⬍ 504,5 |
| ❮ | K a m b r i u m                             | Miaolingium  | Wuliuum      | 504,5 ⬍ 509   |
| ❮ | K a m b r i u m                             | 2. Serie     | 4. Stufe     | 509 ⬍ 514     |
| ❮ | K a m b r i u m                             | 2. Serie     | 3. Stufe     | 514 ⬍ 521     |
| ❮ | K a m b r i u m                             | Terreneuvium | 2. Stufe     | 521 ⬍ 529     |
| ❮ | K a m b r i u m                             | Terreneuvium | Fortunium    | 529 ⬍ 541     |
| ❮ | früher                                      | früher       | früher       | älter         |

| Äon                                     | Ära                                       | Periode    | ≈ Alter (mya) |
| --------------------------------------- | ----------------------------------------- | ---------- | ------------- |
| P h a n e r o z o i k u m Dauer: 541 Ma | Känozoikum Erdneuzeit Dauer: 66 Ma        | Quartär    | 0 ⬍ 2,588     |
| P h a n e r o z o i k u m Dauer: 541 Ma | Känozoikum Erdneuzeit Dauer: 66 Ma        | Neogen     | 2,588 ⬍ 23,03 |
| P h a n e r o z o i k u m Dauer: 541 Ma | Känozoikum Erdneuzeit Dauer: 66 Ma        | Paläogen   | 23,03 ⬍ 66    |
| P h a n e r o z o i k u m Dauer: 541 Ma | Mesozoikum Erdmittelalter Dauer: 185,9 Ma | Kreide     | 66 ⬍ 145      |
| P h a n e r o z o i k u m Dauer: 541 Ma | Mesozoikum Erdmittelalter Dauer: 185,9 Ma | Jura       | 145 ⬍ 201,3   |
| P h a n e r o z o i k u m Dauer: 541 Ma | Mesozoikum Erdmittelalter Dauer: 185,9 Ma | Trias      | 201,3 ⬍ 251,9 |
| P h a n e r o z o i k u m Dauer: 541 Ma | Paläozoikum Erdaltertum Dauer: 289,1 Ma   | Perm       | 251,9 ⬍ 298,9 |
| P h a n e r o z o i k u m Dauer: 541 Ma | Paläozoikum Erdaltertum Dauer: 289,1 Ma   | Karbon     | 298,9 ⬍ 358,9 |
| P h a n e r o z o i k u m Dauer: 541 Ma | Paläozoikum Erdaltertum Dauer: 289,1 Ma   | Devon      | 358,9 ⬍ 419,2 |
| P h a n e r o z o i k u m Dauer: 541 Ma | Paläozoikum Erdaltertum Dauer: 289,1 Ma   | Silur      | 419,2 ⬍ 443,4 |
| P h a n e r o z o i k u m Dauer: 541 Ma | Paläozoikum Erdaltertum Dauer: 289,1 Ma   | Ordovizium | 443,4 ⬍ 485,4 |
| P h a n e r o z o i k u m Dauer: 541 Ma | Paläozoikum Erdaltertum Dauer: 289,1 Ma   | Kambrium   | 485,4 ⬍ 541   |
| früher                                  | früher                                    | früher     | älter         |

Das Kambrium ist eine Zeitspanne der Erdgeschichte, die dem Zeitraum von vor 541 bis vor 485,4 Millionen Jahren entspricht. Diese Periode ist durch eine explosionsartige Zunahme der Lebensformen gekennzeichnet, die sogenannte „Kambrische Explosion“. Während dieser Zeit entstanden, vermutlich infolge veränderter Umweltbedingungen im Meer (u. a. die Überschreitung eines bis dahin nicht erreichten kritischen Schwellwertes des Sauerstoff-Anteils im Wasser der Schelfmeere), fast alle heutigen Tierstämme.

## Systematik
Beim Kambrium handelt es sich um das unterste chronostratigraphische System und die älteste geochronologische Periode des Paläozoikums und damit des Phanerozoikums in der Erdgeschichte. Darunter bzw. zeitlich davor liegt die Ära des Neoproterozoikums (Äon Proterozoikum) mit dem Ediacarium als der erdgeschichtlich-jüngsten Epoche des Präkambrium. Darüber  bzw. danach folgt  die Periode des Ordoviziums.
Aus den Schichten, die älter sind als das Kambrium, sind nur sehr wenige Fossilien bekannt geworden. Der gesamte Zeitraum von der Entstehung der Erde vor etwa 4,56 Milliarden Jahren bis zur Entwicklung der Tierwelt im Kambrium wird in der älteren Literatur  als Präkambrium zusammengefasst.

### Untergliederung
In zeitlicher Reihenfolge:
- Terreneuvium
  - Fortunium
  - 2. Stufe
- 2. Serie
  - 3. Stufe
  - 4. Stufe
- Miaolingium
  - Wuliuum
  - Drumium
  - Guzhangium
- Furongium
  - Paibium
  - Jiangshanium
  - 10. Stufe

## Geschichte und Namensgebung

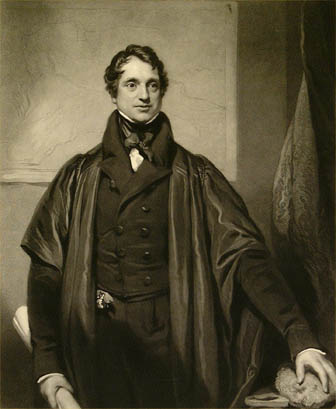
Adam Sedgwick

Der Name „Cambrian“ wurde erstmals 1835 von Adam Sedgwick vorgeschlagen. Sedgwick nutzte ihn für überwiegend als Tonschiefer ausgebildete Schichtenfolgen, die im Norden von Wales (sowie in Nord-England) aufgeschlossen sind. Er hatte erkannt, dass diese Schichten ein höheres relatives Alter haben als die von seinem Kollegen Roderick Murchison unter dem Namen „Silurian“ aus der gleichen Gegend beschriebenen Schichten. Der Name „Cambrian“ leitet sich vom lateinischen Namen von Wales (Cambria) ab. Später wurde der Begriff auf Schichten gleichen relativen Alters außerhalb Großbritanniens ausgedehnt und im deutschen Sprachraum zu „Kambrium“ abgewandelt.

### Der Beginn des Kambriums
Lange Zeit nahm man für den Beginn des Kambriums ein Alter von etwa 600 Millionen Jahren an, mit dem scheinbar ersten Auftreten von Fossilien. Erst in jüngster Zeit konnten auch in älteren Schichten Fossilien gefunden und untersucht werden. Noch in den 1990er Jahren wurde der Beginn des Kambriums auf eine Zeit vor 590 bis 570 Millionen Jahren festgesetzt, mit dem Auftreten der ersten Trilobiten und Archaeocyathiden (frühe schwammartige Organismen mit Kalkskelett). Infolge der Verbesserung radiometrischer Datierungsmethoden verschob sich dieser Zeitpunkt in den letzten Jahrzehnten immer weiter in Richtung Gegenwart. Auch wurden neue Merkmale für die Kennzeichnung der Untergrenze (Basis) des Kambriums vorgeschlagen und/oder festgelegt, unter anderem eine in entsprechend altem Sedimentgestein nachweisbare negative Anomalie im Gehalt des Kohlenstoff-Isotops C-13, die mit einem grundlegenden Wechsel in der fossilen Fauna einhergeht. Für Zirkone in einer dünnen Vulkanasche-Schicht, die im Bereich dieser C-13-Anomalie in einem Aufschluss im Oman auftritt, konnte radiometrisch ein Alter von 542±0,3 Millionen Jahren bestimmt werden.

### Ende des Kambriums
In der ersten Hälfte des 19. Jahrhunderts wurden auch die Schichten, die direkt über den jüngsten Schichten des Kambriums liegen, noch als Silur bezeichnet. Nach Problemen bei der Grenzziehung wurde später für die basalen Schichten des Silurs in seinem ursprünglichen Umfang der Begriff Ordovizium geprägt, dieses wurde zwischen Kambrium und Silur eingeschoben. In der älteren Literatur kann deshalb das System des Ordoviziums fehlen bzw. können Schichten, die heute dem Ordovizium zugerechnet werden, als Untersilur bezeichnet sein.
Das Kambro-Ordovizische Massenaussterben (englisch Cambrian-Ordovician extinction event oder auch Top of Cambrian excursion, abgekürzt TOCE) vor circa 488 Millionen Jahren beendete das Kambrium.

## Definition und GSSP

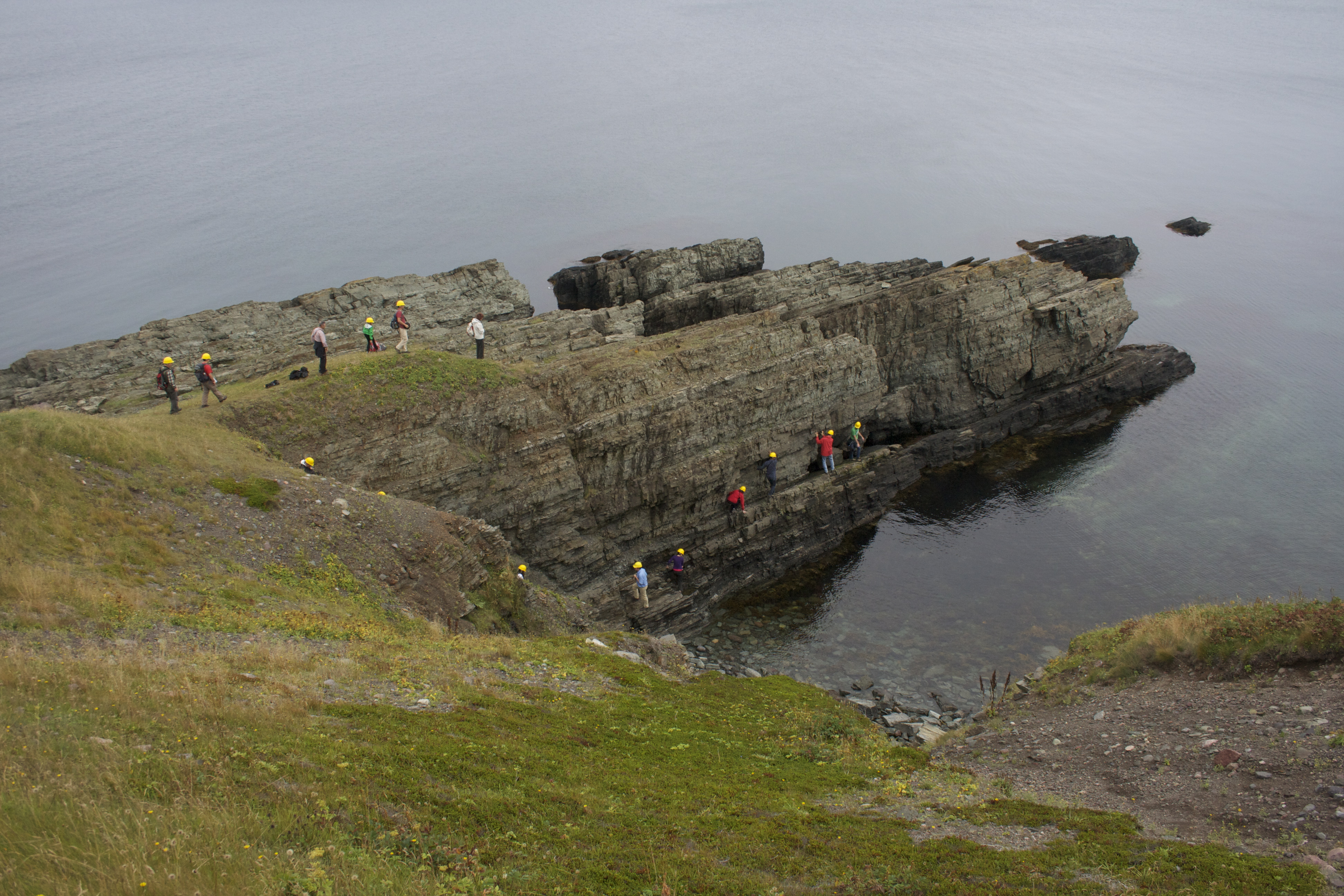
Global Boundary Stratotype Section and Point (GSSP) des Kambrium, Terreneuvium und Fortunium im Fortune Head Ecological Reserve, Neufundland, Kanada

Der Beginn des Kambriums und damit des Phanerozoikums (und auch der Terreneuvium-Serie und der Fortunium-Stufe des Kambriums) wurde von der International Union of Geological Sciences (IUGS) mit dem Erstauftreten des Spurenfossils Trichophycus pedum definiert. Außerdem liegt die Grenze auch sehr nahe an einer negativen Kohlenstoff-Isotopen-Anomalie. Die Obergrenze (und damit auch der Beginn des Ordoviziums) ist das Erstauftreten der Conodonten-Art Iapetognathus fluctivagus, das wiederum knapp oberhalb der Basis der Cordylodus lindstromi-Conodonten-Zone liegt. Diese Grenze liegt nur wenig unter dem Erstauftreten von planktonischen Graptolithen. Zum globalen Referenzprofil (GSSP) für die Basis des Kambriums wurde 1992 eine 140 m starke Felsformation am Ende einer Landzunge bei Fortune Head auf der Burin-Halbinsel im Süden Neufundlands (Kanada) gewählt. Gleichzeitig wurde das etwa 2,2 km2 große Gebiet als Naturdenkmal mit dem Namen Fortune Head Ecological Reserve unter Naturschutz gestellt.

## Paläogeographie
Zu Beginn des Kambriums existierte ein großer Südkontinent Gondwana, der mit seinen nördlichen Ausläufern über den Äquator bis in nördliche Breiten reichte. Zu diesem Kontinent gehörten nicht nur die klassischen Gondwana-Kontinente (Afrika, Südamerika, Indien, Madagaskar, Australien, Antarktika, Arabische Halbinsel u. a.), sondern auch einige kleinere Blöcke, die später mit den Nordkontinenten verschweißt wurden, wie der Kleinkontinent Avalonia (Teile von Mittel- und Westeuropa), die Armorica-Terrangruppe (Teile von West- und Südeuropa), der Tarim-Block, der Sino-Koreanische Kraton und der Jangtse-Kraton. Diesem Großkontinent im Süden standen drei kleinere Kontinente gegenüber. Laurentia (Teile Nordamerikas und Grönlands), Baltica (Nordosteuropa) und Sibiria (Sibirien) lagen alle etwas südlich des Äquators. Laurentia war von Baltica und Gondwana durch den Iapetus-Ozean getrennt. Zwischen Baltica und dem Gondwana vorgelagerten Avalonia lag der Tornquist-Ozean. Sibiria war durch den Aegir-Ozean von Baltica getrennt. Isoliert von diesen Kontinenten war auch ein kleiner Kontinent Kasachstania, der im Karbon an Sibiria angeschweißt wurde. Im Unterkambrium befand sich das heutige nördliche Südamerika am Südpol. Bis zum Ende des Kambriums verlagerte sich Nordafrika dorthin bzw. Gondwana wanderte entsprechend über den Südpol hinweg. Der Nordpol lag zur Zeit des Kambriums im Meer.

## Klima
Zu Beginn des Kambriums scheint eine globale Erwärmung eingetreten zu sein. Der Meeresspiegel stieg im Laufe des Unterkambriums beträchtlich an. Die Sauerstoffkonzentration in der Atmosphäre war zu Beginn des Kambriums niedriger als heute, hatte aber vom ausgehenden Präkambrium zum Kambrium etwas zugenommen und stieg während des Kambriums weiter leicht an. Die CO2-Konzentration stieg im Laufe des Kambriums stark an und erreichte an der Kambrium/Ordovizium-Grenze einen absoluten Höhepunkt, der während des gesamten Phanerozoikums nicht mehr erreicht wurde.

## Entwicklung der Fauna
Der Beginn des Kambriums ist gekennzeichnet durch die sogenannte „kambrische Explosion“, bei der in einem erdgeschichtlich recht kurzen Zeitraum sehr viele mehrzellige Tiergruppen entstanden bzw. im Fossilbericht erscheinen, deren grundsätzliche Baupläne sich teilweise bis heute erhalten haben. Der Beginn des Kambriums markiert somit für die Entwicklung der Tierwelt einen sehr wesentlichen Einschnitt in der Erdgeschichte, mit dem auch das Äonothem des Phanerozoikums begann, jener große geologische Abschnitt, in dem sich die Lebewelt, so wie wir sie heute kennen, entwickelte.
Mit Ausnahme der Moostierchen (Bryozoa) waren im Kambrium bereits fast alle modernen Tierstämme vorhanden: Schwämme (Porifera), Nesseltiere (Cnidaria), Gliederfüßer (Arthropoda), Armfüßer (Brachiopoda), Weichtiere (Mollusca), Stachelhäuter (Echinodermata) und andere kleinere Stämme von Wirbellosen, wie auch die Vorläufergruppen der Wirbeltiere. Viele Arten entwickelten erstmals harte Skelette und Gehäuse. Das wird einerseits erklärt als Schutz vor den ersten großen Räubern, die auch zu dieser Zeit auftraten, andererseits durch das große Angebot von Kalziumkarbonat durch eine Veränderung in der chemischen Zusammensetzung des Meerwassers. Das Auftreten von Gehäusen und Skeletten aus Kalziumkarbonat, die natürlich ein wesentlich besseres Fossilisationspotenzial haben als lediglich Weichteile, macht erklärbar, warum im Kambrium plötzlich so viele Tierstämme auftreten, über deren Vorfahren nichts bekannt ist. Vermutlich muss die Aufspaltung (Radiation) der vielzelligen Tiere (Metazoen) weit ins Ediacarium zurück verlegt werden.
Als Leitfossilien zur biostratigraphischen Gliederung des Kambriums werden benutzt:
- Trilobiten
- Archaeocyathiden
- Brachiopoden

Die wohl zu den Schwämmen zählenden Archaeocyathiden bauten die ersten größeren Riffe der Erdgeschichte. Sie starben zu Beginn des Oberkambriums wieder aus.

## Entwicklung der Flora
Im Gegensatz zu früheren Annahmen wird inzwischen davon ausgegangen, dass die Besiedelung des Festlands durch moosartige Pflanzen (Bryophyten) und frühe Pilzformen wahrscheinlich bereits im Mittleren Kambrium begann.

## Das Kambrium in Mitteleuropa
In Mitteleuropa gibt es nur sehr wenige Aufschlüsse bzw. Gebiete, in denen Gesteine des Kambriums an die Erdoberfläche treten. Es ist in den meisten Gebieten von dicken jüngeren Sedimentschichten bedeckt und/oder auch bei späteren Orogenesen metamorphosiert worden. Europa setzt sich aus verschiedenen geotektonischen Platten (Laurentia, Baltica, Avalonia und die Armorica-Terranes) zusammen, die zur Zeit des Kambriums z. T. sehr weit auseinander lagen. Sie wurden erst bei späteren Orogenesen in dieser Position zusammengefügt. Entsprechend vielgestaltig sind die Fazies und der Fauneninhalt der kambrischen Schichten in Mitteleuropa.
In Deutschland sind in folgenden Regionen Gesteine kambrischen Alters nachgewiesen worden: Schwarzwald, Spessart, Nordrhein-Westfalen, Niedersachsen, Harz, Nordthüringen, Thüringisch-fränkisches Schiefergebirge, Fichtelgebirge, Bayerischer Wald, Oberpfälzer Wald, Erzgebirge, Vogtland, Lausitz, u. a. sowie auch in einigen Bohrungen Norddeutschlands, wobei besonders die Bohrung „Adlersgrund“ in der Ostsee von Bedeutung ist. Während die genannten anderen Aufschlussgebiete alle zu Avalonia und der Armorica-Terrangruppe gehören, also im Kambrium noch zu Gondwana gehörten, lag das Gebiet der Bohrung Adlersgrund im Kambrium auf Baltica.
Darüber hinaus sind kambrische Geschiebe in Norddeutschland weit verbreitet. Sie stammen aus den skandinavischen Vorkommen, beinhalten aber auch Fossilien, die im Ursprungsgebiet bisher nicht gefunden wurden, z. B. Xenusion.

## Fossillagerstätten

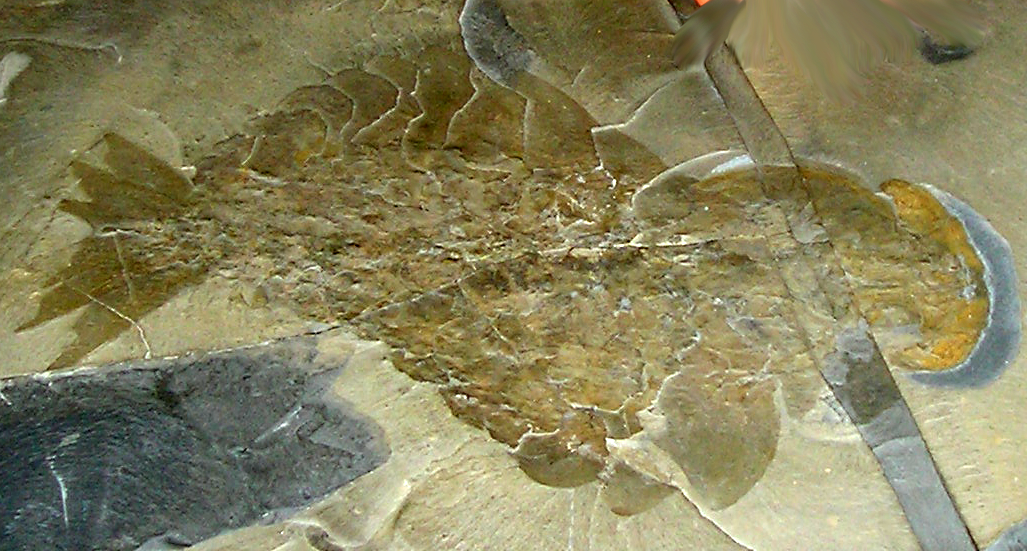
Anomalocaris aus dem Burgess-Schiefer

Aus dem Burgess-Schiefer in den Rocky Mountains Kanadas sind viele gut erhaltene Fossilien aus dem Mittleren Kambrium bekannt, vor allem Arthropoden, Anneliden, Onychophoren, Priapuliden neben Trilobiten, Schwämmen und Organismen, die keinem der heute noch existierenden Stämme zugeordnet werden können. Noch etwas älter ist die berühmte Chengjiang-Faunengemeinschaft im Maotianshan-Schiefer in China (Yunnan). Auch diese Fossillagerstätte ist durch ihre hervorragende Erhaltung von Weichteilen bekannt.

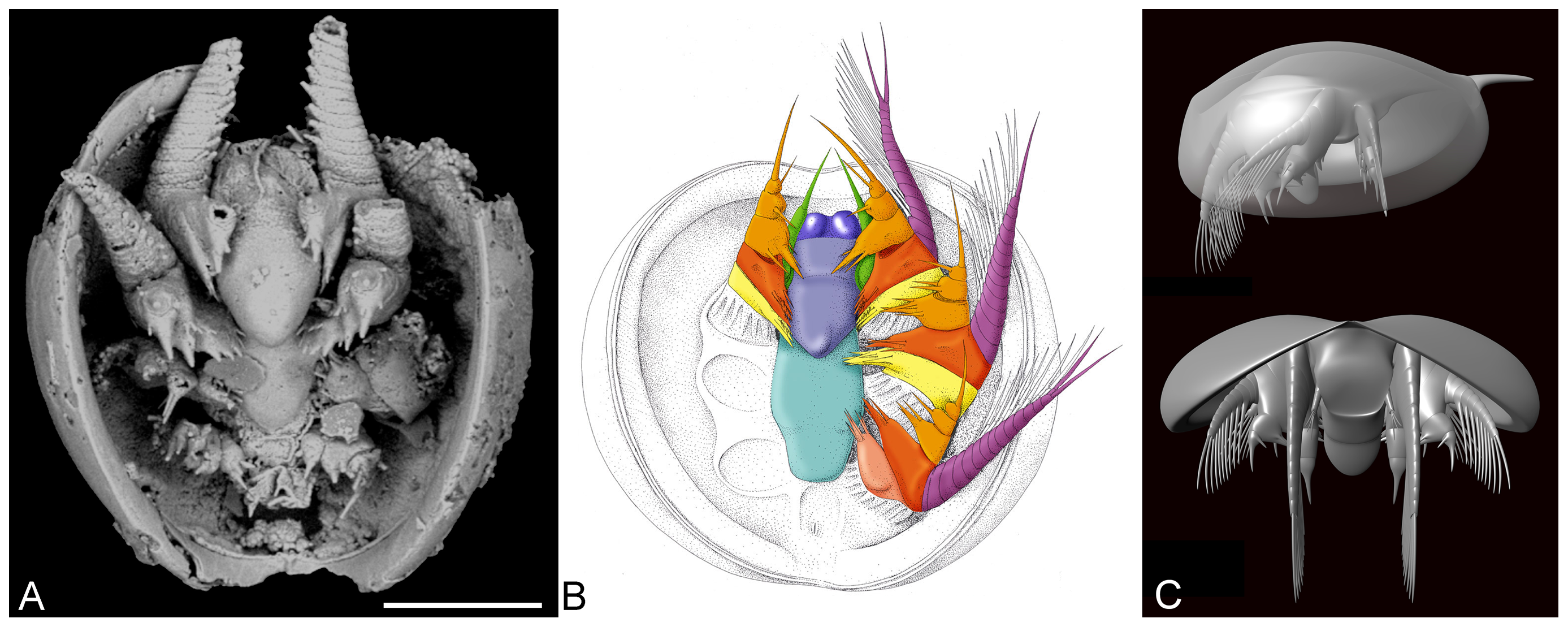
Elektronenmikroskopische Aufnahme (A) sowie Rekonstruktionen (B, C) kambrischer Kleinkrebse aus Orsten-Lagerstätten in China, Großbritannien und Schweden

Weitere bemerkenswerte kambrische Fossillagerstätten sind die Orsten. Orsten sind Kalkknollen, die in Alaunschiefer eingelagert sind. Im Zuge der Entstehung dieser Kalkknollen, in einer frühen Phase der Diagenese, wurden Chitin-Exoskelette abgestorbener Meerestiere phosphatisiert und blieben vollständig dreidimensional und extrem detailliert erhalten. Mit schwacher Säure können diese Skelette aus dem Gestein herausgelöst und untersucht werden. Es handelt sich dabei um die Überreste meist winziger Arthropoden und deren Larvenstadien sowie anderer Wirbelloser. „Orsten“ ist die landläufige Bezeichnung für eine Kalkknolle in Schweden. Dort wurde die erste derartige Fossillagerstätte vom Bonner Paläontologen Klaus J. Müller in den 1970er Jahren entdeckt und beschrieben. Mittlerweile sind Fossillagerstätten des Orsten-Typs auch aus dem Kambrium u. a. Australiens und Chinas bekannt.

### Allgemeine Informationen
- International Chronostratigraphic Chart 2020/03 (PDF; 680 kB)
- Stratigraphische Tabelle von Deutschland 2002 (PDF; 6,6 MB) Deutsche Stratigraphische Kommission (Hrsg.), Potsdam 2002, ISBN 3-00-010197-7.
- Die Stratigraphische Tabelle von Österreich (sedimentäre Schichtfolgen) (PDF; 1,8 MB) Kommission für die paläontologische und stratigraphische Erforschung Österreichs der Österreichischen Akademie der Wissenschaften (Hrsg.), Wien 2004
- Cambrian: the beginning of the Paleozoic Era Paläogeographische Karten (englisch)

### Spezielle Medien
- Was geschah im Kambrium? aus der Fernseh-Sendereihe alpha-Centauri (ca. 15 Minuten). Erstmals ausgestrahlt am 12. Apr. 2006.
- Beispiele für Kambrium-Fossilien
- Genesis 01 – Die Tierwelt des Kambrium SWR-Schulfernsehen